# 100 Proof
100 Proof är den amerikanska countrysångerskan Kellie Picklers tredje studioalbum. 

Albumet är släpptes 24 januari, 2012.
Titelspåret släpptes exklusivt på iTunes Store 20 december, 2011.

## Låtlista
| Nr           | Titel                             | Längd |
| ------------ | --------------------------------- | ----- |
| 1.           | Where's Tammy Wynette             | 2:42  |
| 2.           | Unlock That Honky Tonk            | 3:38  |
| 3.           | Stop Cheatin' on Me               | 2:48  |
| 4.           | Long as I Never See You Again     | 3:44  |
| 5.           | Tough                             | 2:49  |
| 6.           | Turn On the Radio and Dance       | 3:13  |
| 7.           | Mother's Day                      | 3:41  |
| 8.           | Rockaway (The Rockin' Chair Song) | 3:04  |
| 9.           | Little House On the Highway       | 3:13  |
| 10.          | 100 Proof                         | 3:46  |
| 11.          | The Letter (To Daddy)             | 2:06  |
| Total längd: | Total längd:                      | 34:44 |